# Ramiro San Honorio
Ramiro San Honorio (24 de julio de 1980, Saavedra, Buenos Aires) es un escritor, guionista, realizador y docente universitario de nacionalidad argentina.

## Biografía
Ramiro San Honorio nació en la ciudad de Buenos Aires el 24 de julio de 1980.
El 3 de mayo de 2007 participó de la fundación la productora Quark Contenidos (QRK), dirigida por Jorge Nisco, en la que San Honorio asumió la coordinación del equipo de guionistas y creativos. Entre sus clientes se encuentran varias cadenas de cine y televisión, como Fox, Televisa, TV Azteca, NatGeo, History Channel, Telefe, Pol-ka y Argentina Sono Film.
San Honorio es coautor de la película Los superagentes, nueva generación, estrenada en 2008 y coescrita con Salvador Valverde Calvo (guionista de los films de la saga Los superagentes realizados en los años '70 y '80), Ariel Fernández y Matías Lancon. El film fue dirigido por Daniel De Felippo y cuenta con las actuaciones protagónicas de Fabián Gianola, Christian Sancho, Darío Lopilato, Florencia de la Ve y Sabrina Rojas.
En 2012 publicó El séptimo bastón de Dios, su primera novela, escrita junto a Jorge Nisco, cuyo tema es un thriller basado en hechos reales sobre la existencia de nazis en la Patagonia argentina, que fue un bestseller.
En 2014 publicó Argentum: jesuitas guardianes de la profecía, una novela que trata sobre una historia de conspiraciones en el Vaticano y profecías acerca del Papa Francisco, que llegó a ser un bestseller y está influida por las temáticas de suspenso religioso que aborda Dan Brown.
En 2014 comenzó a dirigir los programas Flip.Tv y Keicomics para la plataforma Vorterix.
Ha escrito los libros para los documentales Templarios en América, Inquisición, Vida eterna, Tabú Latinoamérica Religiones y exorcismos, El sabor de la historia, Tabú, Humanidad, Power y los guiones de los filmes de ficción Tramas, No te enamores de mí, El Paraíso, Malvinas 30 miradas y Fronteras.
En agosto de 2017 fue designado presidente del Consejo Interdisciplinario de Nuevas Tecnologías en la Asociación Argentina de Autores (Argentores).
En mayo de 2018 editó los libros "Movie Secrets" Vol. 1 y 2, con colaboraciones de Andy Muschietti y Guillermo Del Toro.
En 2019 crea la primera story interactiva para la plataforma española Leemur.
A inicios del 2020 vuelve a reunir a “Los simuladores”, esta vez con un spot realizado en plena cuarentena para concientizar sobre la importancia de los cuidados en pandemia por del Covid19.
En ese mismo año, produce y dirige la serie Amor Cinéfilo, protagonizada por Angie Sáez y Darío Lopilato.
Como docente se ha desempeñado en la Universidad de Buenos Aires (UBA), y la Universidad Argentina de la Empresa (UADE).

## Trabajos realizados

### Novelas
- 2017 – Operación Lugones (Editorial Thelema)
- 2014 – Argentum. Jesuitas Guardianes de la Profecía (Editorial Planeta)
- 2012 – El Séptimo Bastón de Dios (Editorial Planeta)

### Cuentos
- 2017 – Antología: Buenos Aires Fantástica (Editorial Thelema)
- 2017 – Parsifal, Templario del fin del mundo (Cómic)
- 2016 – Humor Friki (Editorial Excelsium)
- 2005 – Papelera de reciclaje (En línea)

### Publicaciones
- 2016 – Enjoy, como escribir y diseñar videojuegos (Editorial RyR)
- 2015 – 10 pasos para escribir ficciones (Editorial Mediabiz.Lat/Dunken)

### Filmografía

#### Largometrajes
- 2014 – La Livertá. Osvaldo Bayer. (Colaborador)[2]
- 2011 – La voz - 25 miradas bicentenario (asistente)[2]
- 2010 – No te enamores de mí (Colaboración en el guion)[7][1]
- 2010 – Eva & Lola (asistente)[2]
- 2008 – Los Superagentes. Nueva generación  (coautor)[2]

#### Cortometrajes
- 2006 – Como trompeta (codirector)[2]

### Series de TV
- 2013 – Fronteras (Telefe)[2]
- 2011 – El Paraíso (TV pública)[2]
- 2006 – Tramas (Fox Television Studios LA)[2]

### Documentales
- 2015 – El sabor de la historia (Canal Encuentro)[7][1]
- 2014 – Power: El poder detrás de la energía. (History Channel – A&E)[7][1]
- 2014 – Inquisición en América Latina (History Channel)[7][1]
- 2014 – Vida Eterna (History Channel)[7][1]
- 2013 – Tabú Latinoamérica - tercera temporada (NatGeo)[7][1]
- 2013 – Mankind - Humanidad: la historia de todos nosotros (History Channel – Nutopia - BBC)[7][1]
- 2012 – Templarios en América (History Channel)[7][1]